# Terrier de Yorkshire
El terrier de Yorkshire en anglès Yorkshire terrier o simplement Yorkshire és una raça de gos del grup dels terriers. Es tracta d'un gos petit desenvolupat en el segle xix al comtat de Yorkshire, Anglaterra. El nom es va adoptar el 1870, sent Yorkshire el comtat britànic on s'originà la raça. Huddersfield Ben és considerat el pilar de la raça, nascut el 1865 i mort el 1871. Criat per W. Eastwood Huddersfield, nascut de l'encreuament entre mare i fill (endogàmia) va establir les bases del que es convertiria la futura raça coneguda com el terrier de Yorkshire.
D'acord amb els registres va ser la primera raça més popular als Estats Units el 2002. La seva primera aparició en una exposició canina va tenir lloc al voltant del 1880, i immediatament va trobar una gran acceptació en el públic. Actualment ocupa el primer lloc en les races angleses, i és un dels gossos de companyia més difosos a tot el món.
Les característiques d'aquesta raça són la seva petita mida, el seu pes d'uns 3,2 kg i el seu pèl marró i negre o gris. L'original era un gos de 6 a 7 quilos de pes, usat per caçar rates i altres rosegadors. Són delicats amb la seva alimentació, higiene i benestar.
El terrier de Yorkshire és el producte de la combinació de terriers escocesos i anglesos, que es va produir quan una part de la població d'Escòcia es va veure desplaçada a causa de la Revolució industrial i es va assentar a Anglaterra. Entre les races que han donat lloc al terrier de Yorkshire s'inclouen el Waterside terrier, el Clydesdale terrier i el Paisley terrier. La influència escocesa ve donada pel terrier escocès, el West Highland White Terrier, el maltès, el cairn terrier i el skye terrier.

## Origen de la raça
A pesar del seu port aristocràtic, sembla que prové de la selecció que van fer els miners de Leeds, a Yorkshire, que buscaven un gos petit, "econòmic", i de fàcil manteniment que s'ajustés a la seva economia i als continus desplaçaments que havien de realitzar, i el feien servir per a caçar rates. El reconeixement oficial de la raça es va produir el 1898 pel Kennel Club anglès.

## Descripció

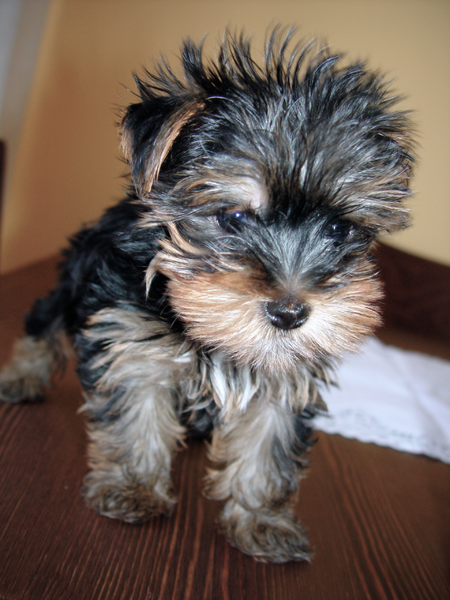
Vista frontal

És un gos petit, amb el pèl llarg que li penja per tot el cos. Molt compacte, amb el cap petit i pla. La cua se sol tallar a mitjana longitud.
Els Yorkshire de mida molt reduïda solen patir de nanisme i raquitisme així com tenir patologies cardíaques. Un gos no s'ha d'adoptar pel seu pes sinó per la seva qualitat. Alguns criadors amb intencions lucratives suspenen l'alimentació de la mare unes setmanes abans del part per aconseguir cries més petites. Aquesta malnutrició es tradueix en problemes d'ossos i articulacions que pateixen en la seva edat adulta.
Moltes exposicions canines en què participa el Yorkshire terrier estan limitades a un pes mínim d'uns 2 kg, les més exigents només accepten exemplars que rondin els 3kg en edat adulta.
- Color: Blau acer fosc, negre o cendra en el dors sent en el pit de color lleonat brillant.
- Pelatge: Llarg, llis, la capa del qual és de color blau acer i foc de textura fina i sedosa, que abasta des de l'occípit (part posterior del cap) fins a la cua. Cap, pit i potes d'un daurat brillant. Al cap li forma una característica barba que li arriba gairebé fins a terra.
- Alçada: Entre els 15 i els 20 cm. L'alçada ha de correspondre al seu pes reduït.
- Pes: No sobrepassen els 3 kg. Existeixen exemplars de poc més d'1 kg. El seu pes oscil·la entre els 2, 3 o 4 kg. El pes típic és d'uns 3,15 kg, existeixen Yorkshire de més grandària i viceversa, però en tot cas només hi ha una raça de Yorkshire i aquesta és la de l'exemplar que ronda els 3kg en edat adulta. El pes mínim que poden assolir són 800 grams i poden arribar a un màxim de 7 kg. Dins d'aquest rang es segueix considerant com un autèntic Yorkshire.
- El Yorkshire terrier anomenat "Toy", que en anglès significa joguina, no està registrat com una raça independent. Existeix la creença popular que hi ha tres mides de Yorkshire: Toy, Estàndard i Gran.

### Cap
- El crani és més aviat pla i petit, no gaire prominent o rodó a la regió facial.
- Morro no gaire llarg (xato). Proveït d'una tòfona negra atzabeja.
- La mandíbula posseeix una mossegada de tisora. És a dir, els incisius superiors cauen exactament per davant dels inferiors. Altres vegades, els inferiors es col·loquen per davant dels superiors. Acumula molt sarro.
- Les petites orelles en forma de V invertida.
- Ulls: mitjans, foscos, brillants i rodons amb una expressió molt intel·ligent. No prominents. La vora de les parpelles ha de ser fosca.
- Pelatge, abundant i llarg, color vermell foc i blau acer. Pot ser llis o arrissat.
- Cos: no ha de ser molt llarg, o no és un terrier de veritat.

## Cria i encreuament
Es recomana sempre per a la cria, mascles i femelles similars en el seu fenotip, buscant exemplars destacats pels seus èxits i lliures de tares o desviacions que s'especifiquen en l'estàndard racial, per obtenir exemplars els més homogenis possibles.
Tots dos reproductors han de ser aptes per la cria, tenint el mascle capacitat per si sol de realitzar les muntes i la femella capacitat per poder gestar i alletar la ventrada sense que la seva vida corri perill.
La creença que el mascle ha de ser una mica més petit que la femella per facilitar la gestació de la femella o el part és únicament una dita popular falsa, ja que els fetus es desenvoluparan al ventre de la mare, segons la capacitat i de la mida de la mateixa femella, el seu desenvolupament tindrà lloc després del seu naixement.
És important fer un seguiment veterinari a la femella durant la seva gestació, igual que donar una dieta adequada, un dels perills que es produeixen durant la gestació és quan es dona el que s'anomena "Síndrome de cadell únic", ja que de vegades es desenvolupa més del desitjat i si pot plantejar gran dificultat per al part, de manera que es pot plantejar fer una cesària programada.
Hem d'intentar que tingui la mida suficient per poder tirar la seva prole endavant, desestimant femelles amb una mida o pes reduït, es recomana no exposar a criar exemplars de menys de 2 kg, els seus cadells en pocs dies arribaran a una mida considerable, que poden provocar a la mare greus problemes.
En aquesta com en qualsevol altra raça, la cria s'ha d'exercir de forma responsable i amb l'únic ànim de mantenir i millorar la raça.

## Longevitat

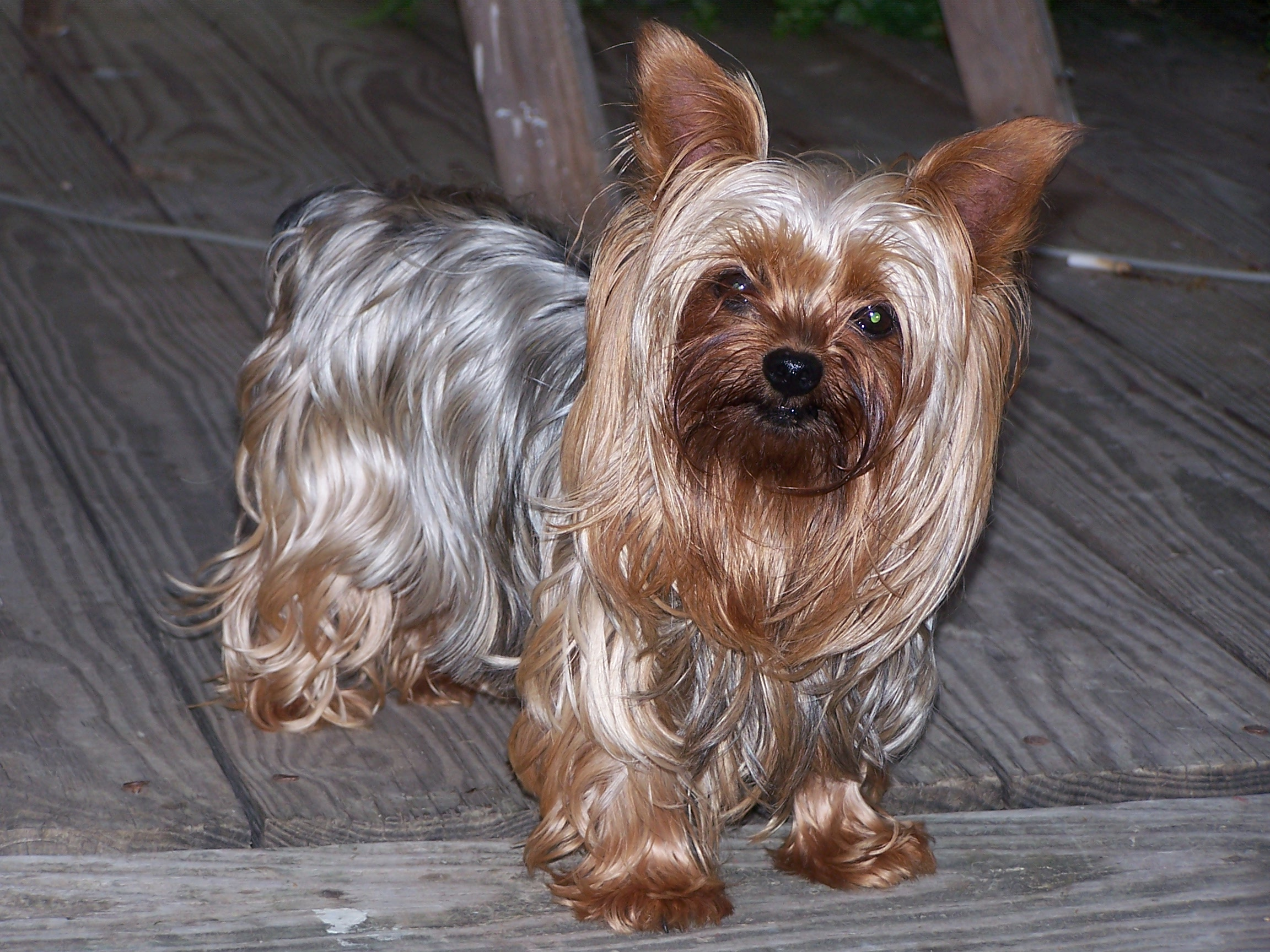
Vista frontal

- La seva vida: La vida d'un terrier de Yorkshire d'una mida de 2kg a 3 kg és de fins a 15 anys, més d'aquí es considera extraordinari.

Els Yorkshire de menys pes, menor a 2kg, solen tenir una vida més curta, rondant entre els 8 anys i els 12 anys.
Com més petit és el gos acostuma a viure menys.
En general és un gos que pateix molts problemes cardíacs, essent molt propens a un par cardiorespiratori a partir de una edat avançada debut al seu nerviós temperament.

## Temperament
Es tracta d'un gos eixerit, amb caràcter i molt intel·ligent. Una mica primmirat a vegades i amb un lladruc molt agut. Temperament típicament terrier: vivacitat, intel·ligència, elegància i rapidesa de moviments.
És un excel·lent animal de companyia. Té les característiques de valor i tenacitat pròpies dels terriers, i la seva mida petita li fa ser molt manejable. Sap comunicar els seus sentiments i intencions. No li agrada estar sol.
El Yorkshire té molt potenciat l'instint de protecció positiu per estimular en els humans una actitud favorable cap a ells. És un gos d'una gran vivacitat i intel·ligència que pot arribar a intuir l'estat d'ànim del seu amo. És molt fidel però té un temperament una mica coratjós (donat el seu passat de caçador de rosegadors) i sol tornar-se capritxós i desobedient quan està excessivament consentit. És un gos i, com tots, necessita exercici físic, tot el que se li pugui donar (en relació amb les seves capacitats). Es pot tenir a casa com qualsevol altra mascota però ells prefereixen llocs amplis i ventilats. A més sol tenir molt bona relació amb nens i gent gran. És un bon guardià i protegeix moltíssim al seu amo. Algun tipus de "Yorkie" sol tenir molta por quan coneix a una persona nova, són molt tímids al principi però a poc a poc perden la por i es tornen més confiats i enèrgics. També és un gos caçador de manera que es pot continuar utilitzant com a gos de caça menor, perquè gràcies a la seva mida pot entrar perfectament en un niu de conill i atrapar la presa.